# Tadzjikistans president

Presidentens standar.

Tadzjikistans president är sedan självständigheten från Sovjetunionen 1991 landets statschef.

## Lista över Tadzjikistans presidenter
| President      | Tillträdde | Avgick |
| -------------- | ---------- | ------ |
| Rahmon Nabijev | 1991       | 1993   |
| Emomaly Rahmon | 1994       | –      |